# Miriam Lewin
Míriam Liliana Lewin (n. 27 de noviembre de 1957) es una periodista y escritora argentina, especializada en periodismo de investigación, con trayectoria en radio y televisión.
Durante la última dictadura cívico-militar en Argentina, fue detenida-desaparecida. Estuvo secuestrada y fue víctima de torturas en los centros clandestinos de detención Virrey Cevallos y la Escuela de Mecánica de la Armada (ESMA).
Entre junio de 2020 y junio de 2024 se desempeñó como titular de la Defensoría del Público de Argentina.
En televisión, formó integró los equipos de Telenoche, Telenoche investiga y Punto Doc. Desde el 2006 condujo Estamos en eso, junto con Claudio Morgado, por Radio Nacional, e integra el equipo de informes especiales de Telenoche. En 2009 condujo Carbono 14 en Radio Nacional, junto a Eduardo Anguita.
Es miembro del Centro de Estudios Legales y Sociales (CELS), y del colectivo Periodistas Argentinas. Además, participa activamente en talleres y charlas en Argentina y otros países.

## Biografía

### Juventud y formación
Entre 1970 y 1974, cursó el bachillerato en el Colegio Nacional de Buenos Aires, período en el que también realizó un breve taller de cine de Rodolfo Hermida. En 1975, estudió periodismo en la Escuela de Periodismo del Instituto Grafotécnico.
En su juventud, participó activamente en la Juventud Universitaria Peronista (JUP) y luego en Montoneros.
En 2007, realizó la Maestría en Periodismo de Investigación en la Universidad del Salvador.

### Secuestro, desaparición y tortura
El 17 de marzo de 1977 fue secuestrada en La Matanza por la Fuerza Aérea, en el contexto del terrorismo de Estado ejercido durante la última dictadura cívico-militar en Argentina. En ese momento, fue obligada a subir a un automóvil Ford Falcon bordó, trasladada inicialmente a una comisaría y luego al centro clandestino de detención Virrey Cevallos (CCD).
A fines de marzo de 1978, fue llevada a la Escuela de Mecánica de la Armada (ESMA). Durante su cautiverio, fue forzada a realizar tareas para la Marina bajo amenaza de muerte. Entre ellas, se incluía la traducción de material periodístico en inglés y francés que informaba sobre la situación argentina desde el exterior. Según diversos testimonios, esta práctica era común. Se obligaba a los detenidos a desempeñar funciones según sus conocimientos, con el objetivo de colaborar con el aparato propagandístico y político del régimen militar y de la Marina, entonces comandada por el dictador, miembro de la Junta Militar, y Comandante en jefe de la Armada, Emilio Eduardo Massera.
En ese contexto, también fue forzada a trabajar en la elaboración de contenidos audiovisuales y escritos con el objetivo de la neutralización de la denominada campaña antiargentina. Fue forzada a redactar artículos para medios controlados o influenciados por la Marina, como el diario Convicción, conocido por su cercanía con Massera, apodado popularmente como “el diario de Massera”, dada su profunda vinculación con éste y las fuerzas.
En 1979, fue liberada aunque continuó siendo obligada a prestar servicios para la Marina.
En 1981, finalmente se le permitió salir del país, exiliándose a Nueva York, Estados Unidos.
En 1983, con el retorno de la democracia, realizó estudios en la Licenciatura en Economía en la Facultad de Ciencias Económicas de la Universidad de Buenos Aires (UBA), que no concluyó, y ese mismo año cursó programas de formación en el Baruch College y en el Parsons School of Design, ambos en Estados Unidos.
En 1985, fue testigo en el Juicio a las Juntas Militares, declarando en el mismo. En la actualidad continúa declarando en causas vinculadas a crímenes de lesa humanidad en Argentina.

## Trayectoria periodística
En 1996, formó parte del CNN International Professional Program en Atlanta, Georgia, y en 1998 realizó estudios en el Poynter Institute, en Saint Petersburg, Florida.
Fue investigadora argentina de la Campaña Internacional para la eliminación de minas antipersonales y colaboradora del programa internacional Landmine and Cluster Munition Monitor.[cita requerida]

### Canal 13, TN y Telenoche (1992-2020)
Entre 1992 y 2020 trabajó en Canal 13, TN Artear, y Telenoche, en investigación periodística, como cronista en judiciales, en producción, entrevistas y realización de documentales como Esa Larga Noche. A 30 años de la dictadura o Astiz, a 30 años de una traición. Realizando además coberturas internacionales en Estados Unidos, Alemania, Israel, Gaza, Reino Unido, Italia, Francia, Polonia, Rusia, y otros países.[cita requerida]

### Telenoche Investiga (1997-2002)
Entre 1997 y 2002 trabajo en el programa Telenoche Investiga, reconocido ciclo de investigación periodística en Argentina.
Entre sus investigaciones más resonantes se encuentra la que reveló que el conocido sacerdote Julio César Grassi, creador de la Fundación Felices los Niños, había cometido abuso sexual. Grassi, hasta ese momento de gran predicamento en círculos empresarios y políticos y enorme presencia en los medios de comunicación, fue condenado a quince años de prisión por el delito. Otras de sus investigaciones sobre estafas, trata de personas, corrupción, concluyeron con condenas judiciales por crímenes de diverso tipo, o en modificaciones de legislación.[cita requerida]

### Punto Doc (2003-2005)
Entre 2003 y 2005 trabajó en el programa Punto Doc de la productora Cuatro Cabezas, emitido por América TV, como conductora junto a Daniel Tognetti, coordinadora y columnista.
Entre las producciones del ciclo, con mayor conocimiento público y mediático, se encuentran las investigaciones a Mario Socolinsky y Alberto Ferriols.

### Radio nacional (2006-2015)
Desde 2006 y hasta el 2015 inclusive hizo periodismo radial en Radio Nacional, AM 870, donde compartió programas con Claudio Morgado y Eduardo Anguita. En el 2013, comenzó a desempeñarse como columnista de los programas Mañana es hoy, conducido por Roberto Caballero y con Jorge Halperin, y de La Vida en Particular, los sábados por la mañana en AM 870.
En 2010, junto con el guionista Marcelo Camaño, creó y puso al aire por Radio Nacional Secretos argentinos, un radioteatro sobre hechos periodísticos recientes, en el que estuvo a cargo de la investigación y la conducción del ciclo. También formó parte del equipo de Investigación Nacional, premiado por la Bienal Internacional de Radio de México, y dos premios UBA, en 2010 y 2011.

### TN Web (2016-2020)
Entre 2016 y 2020, participó en el sitio web del canal Todo Noticias y condujo, en los primeros años de este, el programa Detrás de las Noticias, especializándose en temas de género.

## Actividad política

### Defensora Nacional del Público (2020-2024)
En mayo de 2020, fue elegida como Defensora del Público de Servicios de Comunicación Audiovisual por la Comisión Bicameral de Promoción y Seguimiento de la Comunicación Audiovisual, las Tecnologías de las Telecomunicaciones y la Digitalización del Congreso de la Nación Argentina.
Se le encargó la dirección del proyecto Nodio, un organismo gubernamental que investiga las publicaciones de los periodistas que las publican para garantizar que la noticia sea verdadera.[cita requerida]

### Intervención de la Defensoría del Público
En agosto de 2024, la vicepresidenta de la República Argentina, Victoria Villarruel, intervino la Defensoría del Público de Servicios de Comunicación Audiovisual por 180 días con el objetivo de buscar irregularidades.
Hasta fines de junio de 2024, estaba a cargo de Míriam Lewin, quien asumió en plena administración de Alberto Fernández y fue reemplazada por la exdiputada del PRO Soher El Sukaria, quien inició un relevamiento tanto del personal como de los gastos. La intervención no cesó en el plazo estipulado, y el organismo, objeto de un recorte de personal, se encuentra en estado de parálisis.[cita requerida]

## Actividad como escritora
Lewin es autora de varios cuentos infantiles publicados en Argentina, Chile, Ecuador y Paraguay.
Es coautora de múltiples libros como Ese infierno – Conversaciones de cinco mujeres sobrevivientes de la ESMA. con Munu Actis, Elisa Tokar, Cristina Aldini y Liliana Gardella. El libro fue traducido al inglés y al italiano. 
Escribió, junto a Marcelo Camaño, "Secretos Argentinos" una selección de historias escritas para el radioteatro del mismo nombre.
Junto a Olga Wornat, redactó el libro Putas y Guerrilleras (2014), sobre el abuso sexual en los centros de detención ilegales, el cual fue reeditado en 2020 con un prólogo de Rita Segato. 
Con Horacio Lutzky escribió Iosi, el espía arrepentido, sobre un agente de inteligencia de la Policía Federal infiltrado en la comunidad judía durante quince años. El libro se transformó en una serie de Amazon Prime dirigida por Daniel Burman y Sebastián Borensztein.
En 2017, escribió Skyvan, aviones, pilotos y archivos secretos, una novela de non fiction que relata llevó a cabo, junto al fotógrafo italiano Giancarlo Ceraudo, una investigación que condujo a la detención y condena de los pilotos del vuelo de la muerte que arrojó a las aguas del Océano Atlántico a las fundadoras de Madres de Plaza de Mayo Azucena Villaflor, Mary Ponce de Bianco y Esther Ballestrino de Careaga, y a las monjas francesas Alice Domon y Leonie Duquet.
En febrero de 2025, estreno la novela Dina y Natan, basada en una historia real, la cual relata la vida de una madre y un hijo judíos sobrevivientes del Holocausto, infiltrados en la comunidad alemana de Vicente López, la cual frecuentaban criminales de guerra notorios como los nazis Adolf Eichmann y Joseph Mengele.

## Controversias

### Informe periodístico y cámara oculta a Alberto Ferriols
El miércoles 6 de octubre de 2004, se presentó en el programa Punto Doc un informe e investigación, de tipo cámara oculta, en donde se exponía que el médico Alberto Ferriols, realizaba su trabajo en un consultorio no habilitado, prestaba servicios a menores de edad, y ofrecía cirugías estéticas, como implantes mamarios, a una persona travesti-trans a cambio de favores sexuales. Esto fue motivo de debate y controversia por el derecho a la intimidad y la privacidad de las personas involucradas, la ética médica y la prestación de servicios a sujetos de grupos de riesgo como coacción por parte de Ferriols, entre otras cosas.
Inmediatamente después de la transmisión de Punto Doc, seguía el programa Intrusos conducido por Jorge Rial y Luis Ventura, en ese momento con el nombre Intrusos en la noche, en donde se había invitado a Ferriols y Beatriz Salomón, su esposa, para reaccionar al informe previo, presuntamente sin haber sido informados previamente sobre el contenido del mismo. Ambos reaccionaron en vivo a la emisión de la cámara oculta, generando múltiples repercusiones. Posteriormente Salomón se separaría de Ferriols, atribuyéndosele al informe y su cobertura mediática el posterior declive en su carrera.
El 13 de octubre de 2004, el productor del programa Mario Pergolini, declaró que no harían pública la segunda parte de dicho informe, reconociendo la posibilidad de un actuar "desprolijo" por parte del programa en el uso de la cámara oculta:

"Vamos a bajar totalmente los decibeles del hecho (...) la investigación no apuntaba a esto (al escándalo), sino a denunciar la mala praxis (...) La gente de Punto Doc cuenta con nuestro apoyo, se armó más lío por algo que pasó en 2 minutos dentro de una nota de 16 minutos"
Pergolini, octubre de 2004

Ese mismo año, Salomón presentaría en su nombre, y el de sus hijas, una demanda contra la productora Cuatro Cabezas (Eyeworks S.A), el canal América TV, los conductores Rial, Ventura, Tognetti, y el mismo Ferriols.
El 14 de octubre siguiente, se dio a conocer públicamente la identidad de Mara Mignone, persona travesti-trans, quien había participado de la investigación con cámara oculta, a raíz de su denuncia contra el Dr. Ferriols por presunto fraude y lesiones, cometidos cuando ella era menor de edad. En 2005, Ferriols fue sobresido en dos causas en su contra, y archivándose la causa iniciada por la denuncia de Mignone.
En diciembre de 2016, el Juzgado Civil N° 40 haría lugar a la demanda exigiendo un resarcimiento económico de $14.593.551 de pesos argentinos, más el 6% en intereses desde el momento del hecho hasta el pronunciamiento del fallo.
En enero de 2017, Lewin manifestó a través de la red social Facebook que la condena suponía un «pésimo y grave antecedente» para el periodismo. Sosteniendo además, que Beatriz Salomón no se encontraba mencionada en el informe, por lo que descartaba que se le hubiera infringido un daño directo por parte de la producción del programa:

"En el año 2004, cuando conducía el ciclo Punto Doc en América publicamos una investigación sobre los abusos sexuales cometidos por el cirujano plástico Alberto Ferriols.

Ferriols operaba en un consultorio no habilitado como quirófano, operaba a menores sin autorización de sus padres, no llevaba historias clínicas de sus pacientes transexuales y travestis con el consiguiente riesgo de eximirse de responsabilidades, e intercambiaba sexo por rebajas en las operaciones.
La cámara oculta publicada revelaba todas estas serias irregularidades, delitos y faltas éticas graves ("Juro desempeñar mi profesión a conciencia y con dignidad", dice el juramento hipocrático), lesivas de un bien superior de orden público como es la salud de la población.
Ferriols demandó a la productora Cuatro Cabezas, que llegó a un acuerdo extrajudicial antes de su venta a Eyeworks en el año 2007. El médico no compartió el monto de dinero recibido con su entonces ex mujer y madre de sus dos hijas, Beatriz Salomón. Nunca Beatriz Salomón fue mencionada en la investigación. Ella fue invitada al programa Intrusos en la Noche de Jorge Rial y accedió a una entrevista con él y su coconductor Luis Ventura.
La condena de un juez de primera instancia a periodistas profesionales es un pésimo y grave antecedente. Además, el supuesto daño infringido a la señora Salomón es inexistente. Cualquier cónyuge de un funcionario corrupto investigado podría con este antecedente demandar a un periodista por haber "destruido su hogar" y haberle causado daño a su desarrollo profesional.
En aquel entonces, por una ley vigente desde la época de Onganía, era ilegal modificar las características sexuales de una persona. Por eso las travestis optaban por inyectarse siliconas o aceite de avión, con un gravísimo riesgo para su salud o, si tenían algo más de dinero, operarse con los pocos médicos que accedían a hacer las operaciones de manera clandestina.
Uno de esos médicos, que recientemente apareció asesinado en un auto con su mujer, era el doctor Guillermo Luna, un cirujano plástico involucrado en una estafa a la obra social de la Policía Bonaerense conocida como el Lolagate. Una investigación que hicimos en Telenoche Investiga en 2002 publicada el 27 de noviembre, mostraba cómo Luna dejaba abandonadas a su suerte a las travestis que tenían graves complicaciones luego de las cirugías.

Otro de los médicos era el doctor Ferriols. Esos profesionales, amparados en su poder, cometían abusos de todo tipo. Lo hacían sobre una población vulnerable, sin derechos, que ni siquiera se atrevía a ir a denunciar a Tribunales porque sufría burlas y descalificaciones. Por suerte, parece que en estos años la sociedad cambió y se comprende lo que es la identidad de género. Y se reconoce el derecho de una persona a operarse en condiciones de asepsia y seguridad, sin ser abandonada, acosada o abusada sexualmente. ¿O no?"
Lewin, a través de Facebook, enero de 2017

El 28 de mayo de 2018, la Cámara Nacional de Apelaciones en lo Civil, sala B, revirtió el fallo rechazando la demanda contra los periodistas y el canal, declarándolos inocentes, exigiendo únicamente Cuatro Cabezas (Eyeworks S.A) el pago de $600.000 pesos argentinos, debido a la falta de pruebas para condenar a los comunicadores involucrados. Posteriormente se presentaría ante la Corte Suprema de la Nación un recurso de queja por dicho fallo.

## Premios y reconocimientos
Lewin ha recibido múltiples distinciones, entre ellas varios Premios UBA al Periodismo Educativo y Científico; el Premio Broadcasting a la excelencia en televisión; y el Premio Éter al “Mejor Unitario” por Secretos Argentinos, producción que también obtuvo el segundo lugar en la Bienal Internacional de Radio de México, en la categoría Radiodrama.
En septiembre de 2006, la Confederación de Trabajadores de la Educación de la República Argentina (CTERA) le otorgó el premio Maestra de Vida, en una gala en la que se distinguió a personalidades "que luchan por una sociedad más justa". En la misma ceremonia fueron distinguidos también Adolfo Pérez Esquivel, Premio Nobel de la Paz; el periodista Mario Wainfeld; el músico Luis Alberto Spinetta; el sacerdote Jorge Contreras, y la activista Ana María Corega, entre otros.
En 2009, su trabajo Malvinas, la guerra que nos alejó de las islas fue finalista del Premio Gabriel García Márquez de la Fundación para el Nuevo Periodismo Iberoamericano, elegido entre los cinco mejores trabajos televisivos de Iberoamérica durante la VIII edición de la premiación.
Lewin fue nominada en siete ocasiones al Premio Martín Fierro en categorías como mejor labor periodística en televisión, y como cronista:
| Año  | Premio        | Categoría                                      | Resultado | Ref.          |
| ---- | ------------- | ---------------------------------------------- | --------- | ------------- |
| 2003 | Martin Fierro | Mejor labor / conducción periodística femenina | Nominada  | [ 80 ]        |
| 2007 | Martin Fierro | Mejor labor periodística femenina              | Nominada  | [ 81 ]        |
| 2008 | Martin Fierro | Mejor labor periodística femenina              | Nominada  | [ 82 ]        |
| 2009 | Martin Fierro | Labor periodística femenina                    | Nominada  | [ 83 ]        |
| 2010 | Martin Fierro | Mejor labor periodística femenina              | Nominada  | [ 84 ]        |
| 2011 | Martin Fierro | Mejor labor / conducción periodística femenina | Nominada  | [ 85 ] [ 86 ] |
| 2013 | Martin Fierro | Mejor labor como cronista                      | Nominada  | [ 87 ]        |

## Obras

### Libros
- Ese infierno: Conversaciones de cinco mujeres sobrevivientes de la ESMA (2001) Editorial Sudamericana. En coautoría con Múnu Actis, Elisa Tokar, Cristina Aldini y Liliana Gardella. ISBN 978-950-07-2087-8[88][89][90]
- Manuscrito de Dinamarca (2001) Ediciones Colihue. ISBN 978-950-581-225-7
- Secretos Argentinos: la intimidad de los crímenes que conmovieron al país (2011) Buenos Aires Aguilar; Altea; Taurus; Alfaguara. En colaboración con Marcelo Camaño. ISBN 978-987-04-2120-7[91]
- Huellas teóricas en la práctica pedagógica: el dinamismo lingüístico en el aula intercultural (2013) Universidad Nacional de La Plata. En colaboración con Barros Michelle, D´Agostino Mariana Andrea, Fernández Guillermo, García Novello Susana, Speranza Adriana, Toledo Claudia, y Martínez Angelita. ISBN 978-950-34-0997-8[92][93]
- Putas y guerrilleras: Crímenes sexuales en los centros clandestinos de detención (2014) Editorial Planeta. En coautoría con Olga Wornat. ISBN 978-950-49-3934-4[94]
- Iosi, el espía arrepentido (2015) Editorial Sudamericana. En coautoría con Horacio Lutzky. ISBN 978-950-07-5439-2[95]
- Skyvan: aviones, pilotos y archivos secretos (2017) Editorial Sudamericana. ISBN 978-950-07-5947-2[96]
- Silencios y violencias de género (2020) Universidad Nacional de General Sarmiento. En colaboración con Ana Longoni, Fabricio Andrés Laino Sanchís, Gerardo Yoel, Lizel Tornay, Lucía Rud, María Sonderéguer, Tununa Mercado, Victoria Álvarez. ISBN 978-987-630-467-2
- Las comunicaciones públicas en tiempos de pandemia: nuevos saberes y desafíos profesionales (2022) Nueva Editorial Universitaria - U.N.S.L. Compilación de Martín Mónica, Longo Verónica, Viñals Soria Luz, Hidalgo, Ana Laura. ISBN 978-987-733-299-5[97]
- (Re)Hacer los medios (2022) Universidad Nacional de La Plata. ISBN 978-987-8475-68-4[98]
- Dina y Natan (2025) Editorial Sudamericana. Con la colaboración de Horacio Lutzky. ISBN 978-950-07-7126-9